# Dương Tường
Dương Tường (4 tháng 8 năm 1932 – 24 tháng 2 năm 2023), tên đầy đủ là Trần Dương Tường, sinh ngày tại Nam Định , là một nhà văn, nhà báo và dịch giả Việt Nam.
Dương Tường học tiểu học tại Nam Định. Ông học trung học tại Hà Nội tới khi Cách mạng tháng 8 nổ ra. Ông bỏ trường, đi làm liên lạc cho Việt Minh tại Vĩnh Yên. Sau đó ông về đi học lại tại trường Phan Chu Trinh. Được vài tháng ông quay lại theo kháng chiến, làm tuyên truyền và gia nhập bộ đội năm 1949.
Năm 1955, Dương Tường giải ngũ về Hà Nội sinh sống. Từ năm 1955 đến giữa thập niên 1960, Dương Tường là phóng viên tổ Văn xã (văn hóa xã hội) của Thông tấn xã Việt Nam. Từ năm 1967, ông làm biên dịch tại Ủy ban Điều tra tội ác chiến tranh của đế quốc Mỹ ở Việt Nam. Ông về hưu năm 1979.
Ông qua đời ngày 24 tháng 2 năm 2023 tại Bệnh viện Quân y 108, Hà Nội, thọ 90 tuổi.

## Sự nghiệp
Dương Tường là một dịch giả, nhà thơ, nhà phê bình nghệ thuật, phóng viên... trong đó nổi bật nhất là dịch giả của nhiều tác phẩm văn học có giá trị như Cuốn theo chiều gió, Con đường xứ Flandres và tác giả của những bài thơ như Tình khúc 24. Nhiều bài thơ của ông lấy cảm hứng từ chủ nghĩa siêu thực và phong trào tượng trưng.
Ông tự nhận bản thân "một đời ăn nằm với chữ". Về dịch thuật, ông quan niệm "một bản dịch lý tưởng phải là một tác phẩm, trong đó người dịch là đồng tác giả".

## Tác phẩm

### Dịch thuật

#### Những tác phẩm đầu tiên[9].
- Tập truyện ngắn Cây tường vi, Konstantin Paustovsky
- Vở kịch Chim hải âu, Anton Chekhov
- Cái tẩu, Yuri Nagibin
- Anna Karenina, Lev Tolstoy

#### Tác phẩm tâm đắc nhất
- Bức thư của người đàn bà không quen, Stefan Zweig[9]
- Con đường xứ Flandres, Claude Simon[10]

#### Danh sách tác phẩm
Chuyển ngữ sang tiếng Việt:
Ông đã dịch trên 50 tác phẩm của Pháp, Nga, Anh, Hoa Kỳ, Đức, Hy Lạp, Brazil, Nhật Bản, Na Uy:
- Tập truyện ngắn Cây tường vi
- Vở kịch Chim hải âu, Anton Chekhov
- Anna Karenina, Lev Tolstoy
- Cái tẩu, Yuri Nagibin
- Trong màn sương cuối mùa, Alex La Guma
- Cuốn theo chiều gió, Margaret Mitchell
- Người dưng, Albert Camus
- Con đĩ biết lễ nghĩa, Jean-Paul Sartre
- Con đường xứ Flandres, Claude Simon
- Cội rễ, Alex Haley
- Đồi gió hú, Emily Brontë
- Alexis Zorba - Con người hoan lạc, Nikos Kazantzakis
- Bức thư của người đàn bà không quen, Stefan Zweig
- 24h trong đời người đàn bà, Stefan Zweig
- Cái trống thiếc, Günter Grass
- Mặt trời nhà Scorta, Laurent Gaudé
- Kafka bên bờ biển, Haruki Murakami
- Charlie và nhà máy sôcôla, Roald Dahl
- Lolita, Vladimir Vladimirovich Nabokov
- Vở kịch Cơn bão, Shakespeare[9]
- Phố những cửa hiệu u tối, Patrick Modiano
- Chết chịu, Louis-Ferdinand Céline
- Đi tìm thời gian đã mất - Bên phía nhà Swann, Marcel Proust[11]
- Đi tìm thời gian đã mất - Dưới bóng những cô gái đương hoa, Marcel Proust

Chuyển ngữ từ tiếng Việt:
- Truyện Kiều, từ tiếng Việt sang tiếng Anh.[12]

### Sáng tác
- Dương Tường - Thơ, Nhà xuất bản Nhã Nam, 2017
- 36 bài tình (thơ - in chung với Lê Đạt),
- Đàn (thơ ngoài lời), Nhà xuất bản Trẻ
- Thơ Dương Tường - Mea culpa và những bài khác, Nhà xuất bản Hải Phòng,
- Chỉ tại con chích chòe (tạp luận), Nhà xuất bản Hải Phòng, 2003,
- Thuyền trưởng (truyện ký, dưới bút danh Nguyễn Trinh)

## Giải thưởng
- Giải thưởng dịch thuật, Hội Nhà văn Việt Nam (2002)
- Giải thưởng Hội Nhà văn Hà Nội (2003)
- Đại sứ văn học nghệ thuật (Officier des Arts et des Lettres), chính phủ Pháp (2009)[10]
- Giải thưởng dịch thuật, Hội Nhà văn Hà Nội (2011) [13]

## Nhận xét
Nhà báo Phạm Tường Vân, người từng phỏng vấn ông Dương Tường năm 2002 để ghi lại chân dung của một thế hệ đang dần mất đi, viết trên Facebook cá nhân khi ông mất:
| “ | "...Những trí thức tinh hoa thập niên 1950- 1960 ngày ấy đều tài hoa, đam mê và trong sáng. Những người ít nhiều chịu ảnh hưởng văn hóa Pháp, đề cao tự do sáng tác, phản tỉnh như nhóm Nhân Văn Giai Phẩm và Xét Lại đều nhận về biết bao oan khuất - những bi kịch mà thời nay không thể nào hình dung nổi: người chịu mấy năm tù không án, người phải bán máu nuôi gia đình. Ông Tường ngồi đó, chứng kiến bạn bè lần lượt bị người ta đến, mang đi." | ” |
| — | |   |